# 岩槻駅

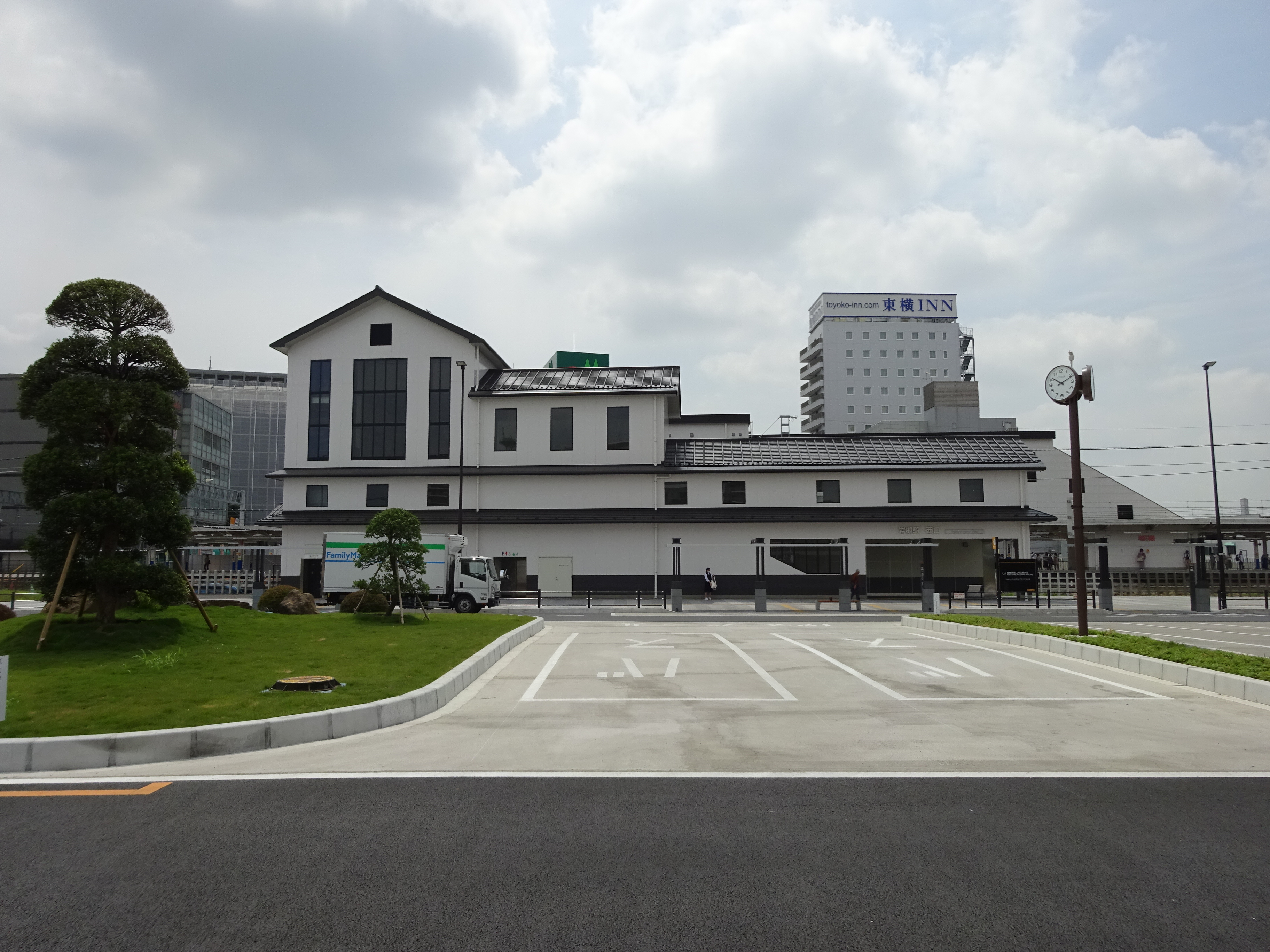
西口（2017年6月）

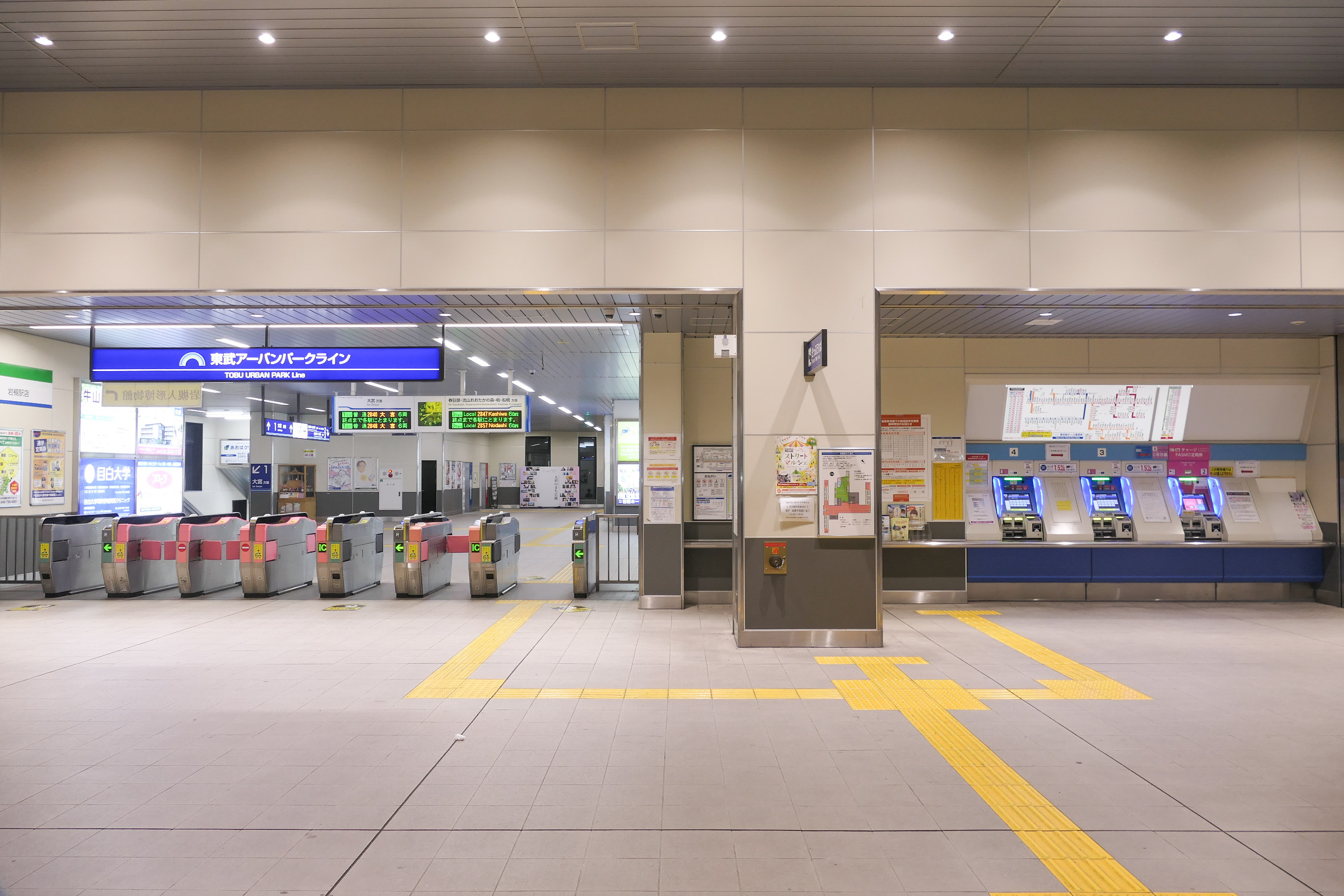
改札口（2025年3月）

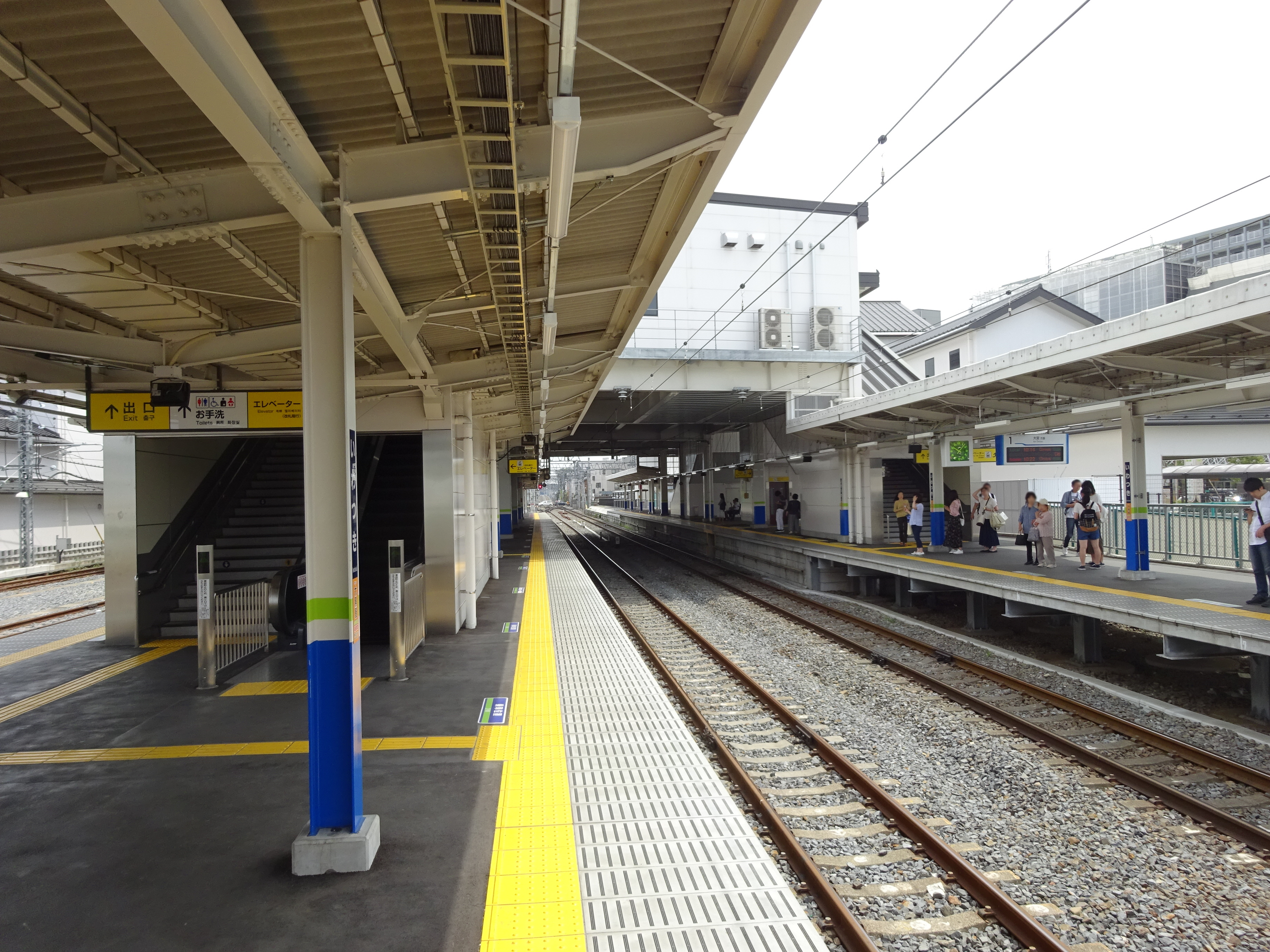
電留線を移設し拡幅された下り本線と中線のホーム（2017年6月）

岩槻駅（いわつきえき）は、埼玉県さいたま市岩槻区本町一丁目にある東武鉄道野田線（東武アーバンパークライン）の駅である。駅番号はTD 06。

## 歴史
- 1929年（昭和4年）
  - 11月17日：北総鉄道野田線粕壁駅（現・春日部駅） - 大宮（仮）駅間開通時に岩槻町駅（いわつきちょうえき）として開設[1][2][3]。
  - 11月22日：北総鉄道が総武鉄道に社名変更[3]。
- 1939年（昭和14年）6月10日：武州鉄道廃線に伴い岩槻駅へ改称[注釈 1]。
- 1944年（昭和19年）3月1日： 陸上交通事業調整法に基づき、東武鉄道が総武鉄道を吸収合併したことに伴い、同社野田線の駅となる。
- 1954年（昭和29年）7月1日：南埼玉郡岩槻町が市制を施行し、所在地が岩槻市となる。
- 1969年（昭和44年）
  - 7月29日：七里駅 - 当駅間複線化。
  - 9月27日：大宮駅発着臨時急行「きりふり」・「りゅうおう」 の運行開始、停車駅となる。
    - 「きりふり」： 日祝日朝方に東武日光行・夕方は大宮行運行。
    - 「りゅうおう」： 土曜昼に鬼怒川温泉行運行。大宮行はなし。
    - 途中停車駅：当駅・春日部駅・下今市駅のみ。車両は5700系を使用した。
- 1972年（昭和47年）11月11日：件の臨時急行「きりふり」・「りゅうおう」運行終了。
- 1999年（平成11年）11月25日：当駅 - 東岩槻駅間複線化。大宮駅 - 当駅間の区間運転列車の約半数を東岩槻駅まで延長。
- 2005年（平成17年）4月1日：岩槻市がさいたま市へ編入、所在地がさいたま市岩槻区となる。
- 2008年（平成20年）4月1日：発車メロディ導入。
- 2009年（平成21年）12月1日」駅業務を東武ステーションサービスへ委託。
- 2011年（平成23年）3月17日：TD 06の駅ナンバリング導入。
- 2013年（平成25年）
  - 6月29日：改札口を仮設駅舎へ移設。
  - 11月17日：2・3番線ホーム拡幅。
- 2015年（平成27年）
  - 2月7日：エレベーター使用開始。
  - 5月29日：1番線ホームを大宮寄りへ延伸。翌5月30日に、新しい階段使用開始に伴い跨線橋閉鎖。
  - 7月31日：2・3番ホーム上りエスカレーター使用開始。
- 2016年（平成28年）
  - 1月27日：2・3番ホームを春日部寄りへ延伸。
  - 3月26日：急行運行開始、停車駅となる。土休日下り夕夜間帯は当駅で普通列車との緩急接続を設定。
  - 5月24日：東西自由通路使用開始[4]。西口新設。
  - 5月31日：橋上駅舎使用開始[4]。同時に東武商事により改札外コンコース内にファミリーマート岩槻駅店を開店。
- 2017年（平成29年）
  - 2月8日：東口の春日部寄り昇降口使用開始。
  - 2月25日：東西自由通路に岩槻観光案内所を暫定開業。
  - 3月29日：駅舎改修事業竣工、西口ロータリー使用開始。岩槻観光案内所を正式開業。
  - 4月21日：特急「アーバンパークライナー」運転開始。当駅は浅草発のみ停車、大宮発は通過となる。
- 2020年（令和2年）
  - 3月14日：大宮発アーバンパークライナー停車開始[5][6]。
  - 6月8日：アーバンパークライナーを大宮駅 - 柏駅間で2往復（2 - 5号）新設[7]
- 2021年（令和3年）
  - 10月12日：東武鉄道、東武商事、ファミリーマートの3社により、TOUCH TO GOが開発した無人決済システムを導入した実用化店舗としてファミリーマート岩槻駅店をリニューアルオープン。[8]

## 駅構造
単式ホーム1面1線と島式ホーム1面2線、計2面3線と電留線3線(見た目は2線だが、ホーム側の1線は縦列収容が可能なため3線を維持している)を有する地上駅かつ橋上駅である。
駅業務は東武ステーションサービスへ委託している。
橋上駅舎化前は上り単式ホーム側のみ改札口があり、島式ホーム側へは跨線橋で連絡していた。タブレット交換と構内踏切の名残で、単式ホームと島式ホームは約2両分ずれていた。駅舎を橋上駅舎化し西口を新設する事業が行われ、2015年（平成27年）2月にエレベーター、同年7月に2・3番ホームのエスカレーターを設置した。2016年（平成28年）5月24日に西口を開設、31日に新駅舎が完成。並行して、電留線の改修により2・3番線ホームを拡幅（旧電留1番線を旅客3番線に転用してホームの拡幅を行った）するとともに、各番線の停止位置がそろえられた。3番線の西側に当駅止まりの列車を滞泊するための電留線が3線ある。春日部駅までの連続複線化により当駅始発終着列車・滞泊運用を大幅に削減した昨今でも電留線を擁する目的として、春日部駅電留線の補完があり、電留1・3番線には出発信号機を備え、入換せずに下り本線への回送出庫が可能な点が特徴である。それ以外の電留線との出入庫は引上線で入換となる。引き上げは下り方、野田線50号踏切の先である。単線時代は独立した引上線であったが、複線化後は引上線を転用した下り本線上で引上げている。引き上げ後はすべての番線に入換可能である。1番線大宮寄りの保守車両の留置線、3番線西側の電留線1線をホーム拡張に伴い撤去し、電留線の1線を大宮寄りに伸ばす形で6両編成2本縦列収容可能な形に移設したことで3線を維持、保守車両の留置線はさらに大宮寄りに移設する形で再設置した。また、隣駅の七里駅にも保守車両の留置線を設置している。
かつて1番線ホームにはショーウィンドウを設置しており、岩槻人形・地酒・銘菓・伝統工芸品・工業製品など地場の物産品を陳列していたが、橋上駅舎化に伴い撤去されたが、自由通路内の観光案内所に規模を縮小して再設置している。

### のりば
| 番線 | 路線                     | 方向 | 行先                     |
| ---- | ------------------------ | ---- | ------------------------ |
| 1    | 東武アーバンパークライン | 上本 | 大宮方面                 |
| 2    | 東武アーバンパークライン | 中線 | 柏方面 （一部 大宮方面） |
| 3    | 東武アーバンパークライン | 下本 | 柏方面                   |

- 2番線は中線であり、上下両方向に進路を備える。下り方には入換信号機もあり、引上線へ入換可能である。当駅始発・終着列車[注釈 9] および緩急接続を行う普通列車が使用する。緩急接続の詳細は下記参照。
  - 上本線の下り方、下本線の上り方には出発信号機（進路）はない。
  - 上本線の下り方には入換信号機はなく、引上線へ入換できない。よってダイヤ種別を問わず、前日の上り最終当駅止まりが夜間滞泊となり、翌日の上り初列車となる運用である[注釈 10][注釈 11]。
  - 下本線の下り方にも入換信号機があり引上線へ入換が可能[注釈 12]。
  - 当駅の電留線は1・3番線には出発信号機を設置している点が特徴である。春日部駅までの連続複線化により当駅始発終着列車・滞泊運用が大幅に削減された昨今でも電留線を擁する目的として、春日部駅電留線の補完[注釈 2]があり、入換せずに下り本線への回送出庫が可能である[注釈 4]。それ以外の電留線との出入庫は引上線で入換となる[注釈 5]。
  - 電留1番の更に先に電留2番がある。2番入換信号機進路は同1番に限る。
  - 引上げは下り方、野田線50号踏切の先である[注釈 6]。単線時代は独立した引上線であったが、複線化後はかつての引上線だった下り本線上で引上げている[注釈 7]。引上後は全番線[注釈 8]へ入換可能である。

緩急接続
- 上り
  - 平日・土休日通じて上りにおける緩急接続の設定はない。
- 下り
  - 土休日のみ夕夜間帯（17時前後以降）の区間急行列車と普通列車が当駅で対面接続で緩急接続する。

特急アーバンパークライナーか運行されていた時は当駅で普通列車との緩急接続が行われており、上りは3号が普通列車と緩急接続したが、対面接続ではなかった。下りは2号・4号・6号と普通列車が、対面接続で緩急接続していた。

## 利用状況
2024年度（令和6年度）の1日平均乗降人員は35,091人である。
他路線と連絡のない野田線単体の駅では最も多い乗降客数である（路線全体では7位）。最ピーク時は4万人を越えていたが、2004年以降は3万5000人程度で横ばい傾向にある。
2011年度（平成23年度）までは北総線・新京成線（現在の京成松戸線）・成田スカイアクセス線との連絡駅である新鎌ケ谷駅より多かったが、2012年度（平成24年度）で同駅を下回り順位を1つ落とした。
近年の1日平均乗降・乗車人員の推移は下表のとおりである。
| 年度               | 1日平均 乗降人員 | 1日平均 乗車人員 | 出典       |
| ------------------ | ---------------- | ---------------- | ---------- |
| 1960年（昭和35年） | 11,039           | 5,676            |            |
| 1965年（昭和40年） | 19,208           | 9,856            |            |
| 1970年（昭和45年） | 26,888           | 13,503           |            |
| 1975年（昭和50年） | 31,440           | 15,717           |            |
| 1980年（昭和55年） | 36,041           | 17,529           |            |
| 1985年（昭和60年） | 36,293           | 18,038           |            |
| 1990年（平成02年） | 41,043           | 20,241           |            |
|                    |                  |                  |            |
| 1994年（平成06年） | 42,914           | 21,244           |            |
| 1995年（平成07年） | 42,450           | 21,166           |            |
| 1996年（平成08年） | 42,323           | 21,177           |            |
| 1997年（平成09年） | 41,376           | 20,704           |            |
| 1998年（平成10年） | 40,377           | 20,216           |            |
| 1999年（平成11年） | 39,249           | 19,645           |            |
| 2000年（平成12年） | 38,640           | 19,262           |            |
| 2001年（平成13年） | 37,648           | 18,704           |            |
| 2002年（平成14年） | 36,796           | 18,272           |            |
| 2003年（平成15年） | 36,406           | 18,075           |            |
| 2004年（平成16年） | 35,893           | 17,810           |            |
| 2005年（平成17年） | 36,046           | 17,869           |            |
| 2006年（平成18年） | 36,427           | 18,084           |            |
| 2007年（平成19年） | 36,736           |                  |            |
| 2008年（平成20年） | 37,109           |                  |            |
| 2009年（平成21年） | 36,348           |                  |            |
| 2010年（平成22年） | 34,908           |                  |            |
| 2011年（平成23年） | 34,714           |                  |            |
| 2012年（平成24年） | 35,386           |                  |            |
| 2013年（平成25年） | 36,130           |                  |            |
| 2014年（平成26年） | 35,349           |                  |            |
| 2015年（平成27年） | 35,848           |                  |            |
| 2016年（平成28年） | 35,921           |                  |            |
| 2017年（平成29年） | 36,915           |                  |            |
| 2018年（平成30年） | 37,052           |                  |            |
| 2019年（令和元年） | 36,935           |                  |            |
| 2020年（令和02年） | 27,765           |                  | [ 東武 3 ] |
| 2021年（令和03年） | 30,568           | 15,312           | [ 東武 4 ] |
| 2022年（令和04年） | 32,821           | 16,441           | [ 東武 5 ] |
| 2023年（令和05年） | 34,228           | 17,130           | [ 東武 6 ] |
| 2024年（令和06年） | 35,091           | 17,562           | [ 東武 1 ] |

## 駅周辺

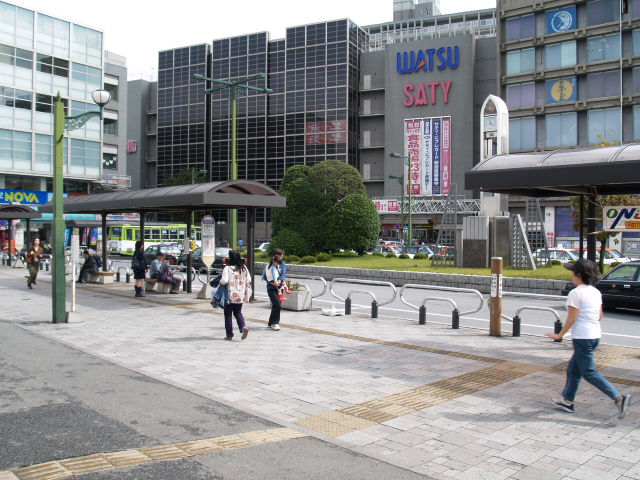
橋上駅となる前の東口駅前広場

駅周辺は岩槻人形で知られる「人形のまち」として多数の人形店、工房が集積する。
- WATSU東館
  - さいたま市岩槻区役所
  - さいたま市岩槻区保健センター
  - マルエツ岩槻駅前店（地下1F）
- WATSU西館
  - さいたま市立岩槻駅東口図書館
  - さいたま市岩槻駅東口コミュニティセンター
- さいたま市立岩槻図書館
  - さいたま市立岩槻本町公民館
- さいたま市立岩槻本丸公民館
  - さいたま市岩槻温水プール
- さいたま市コミュニティセンターいわつき
  - さいたま市立岩槻児童センター
- 岩槻警察署岩槻駅前交番
- さいたま市立岩槻郷土資料館
- 岩槻城址公園
  - さいたま市民会館いわつき
  - さいたま市立岩槻城址公民館
- 岩槻消防署
- 岩槻消防署太田出張所
- 岩槻人形博物館
- 岩槻郵便局
- 岩槻本町郵便局
- 岩槻西町郵便局
- 埼玉りそな銀行岩槻支店
- 武蔵野銀行岩槻支店
- 埼玉縣信用金庫岩槻支店
- 東和銀行岩槻支店
- 弥勒密寺（岩槻大師）
- 久伊豆神社
- 丸山記念総合病院
- 人間総合科学大学岩槻キャンパス
- 目白大学岩槻キャンパス
- 東北自動車道
- 国道16号
- 国道122号
- 埼玉県道2号さいたま春日部線
- 埼玉県道48号越谷岩槻線
- 埼玉県道65号さいたま幸手線
- 千葉県道・埼玉県道80号野田岩槻線
- 埼玉県道324号蒲生岩槻線
- 埼玉県道399号岩槻停車場線
- 岩槻警察署
- ヤオコー 岩槻西町店

## バス・乗合タクシー
| 東口   | 東口                                                        | 東口                                                  | 東口                   | 東口                               | 東口                             |
| 乗り場 | 系統                                                        | 系統                                                  | 行先                   | 運行事業者                         | 備考                             |
| ------ | ----------------------------------------------------------- | ----------------------------------------------------- | ---------------------- | ---------------------------------- | -------------------------------- |
| 1      | KS51                                                        | KS51                                                  | 越谷駅西口             | 朝日自動車                         |                                  |
| 1      | KS52                                                        | KS52                                                  | しらこばと水上公園     | 朝日自動車                         |                                  |
| 1      | KS54                                                        | KS54                                                  | 荻島小学校             | 朝日自動車                         | 夜間運転                         |
| 2      | 大50                                                        | 大50                                                  | 大宮駅東口             | 東武バスウエスト                   | 2022年4月1日移管。平日のみ運行。 |
| 2      | 岩01                                                        | 岩01                                                  | 北浦和駅               | 東武バスウエスト                   |                                  |
| 2      | さいたま市岩槻区コミュニティバス                            | さいたま市岩槻区コミュニティバス                      | 府内一丁目             | 東武バスウエスト                   | 平日運転。                       |
| 2      | さいたま市岩槻区コミュニティバス                            | さいたま市岩槻区コミュニティバス                      | 慈恩寺観音             | 東武バスウエスト                   | 平日運転。                       |
| 2      | さいたま市岩槻区和土地区 乗合タクシー「レインボー号」       | さいたま市岩槻区和土地区 乗合タクシー「レインボー号」 | 槻寿苑                 | 第三交通                           | 平日運転                         |
| 3      | 岩11                                                        | 岩11                                                  | 東川口駅北口           | 国際興業                           | 早朝運転                         |
| 3      | 岩11-3S                                                     | 岩11-3S                                               | 東川口駅北口           | 国際興業                           |                                  |
| 3      | 岩80                                                        | 岩80                                                  | 浦和東高校             | 国際興業                           |                                  |
| 西口   |                                                             |                                                       |                        |                                    |                                  |
| 1      | IW11                                                        | IW11                                                  | 国立東埼玉病院         | 朝日自動車                         |                                  |
| 1      | IW12                                                        | IW12                                                  | 蓮田松韻高校           | 朝日自動車                         |                                  |
| 1      | HS25・HS26                                                  | HS25・HS26                                            | 蓮田駅東口             | 朝日自動車                         | 2021年3月13日新設                |
| 2      | さいたま市岩槻区 並木・加倉地区 乗合タクシー 「らくらく号」 | 空色の ルート                                         | エクレール一番館       | さいたま 福祉サービス （小原交通） | 平日運転                         |
| 2      | さいたま市岩槻区 並木・加倉地区 乗合タクシー 「らくらく号」 | 橙色の ルート                                         | 丸山記念総合病院       | さいたま 福祉サービス （小原交通） | 平日運転                         |
| 2      | さいたま市岩槻区 並木・加倉地区 乗合タクシー 「らくらく号」 | 橙色の ルート                                         | エクレール四番館       | さいたま 福祉サービス （小原交通） | 平日運転                         |
| 2      | さいたま市岩槻区河合地区 乗合タクシー「おりづる号」         | さいたま市岩槻区河合地区 乗合タクシー「おりづる号」   | 岩槻高齢者講習センター | 岩槻タクシー                       | 平日運転                         |

## 今後の予定
- 埼玉高速鉄道線が浦和美園駅から当駅まで延伸される計画があり、2017年度以後の着工に向けて「さいたま市地下鉄7号線延伸事業化推進期成会」が発足している[19]。このルートはかつて存在した武州鉄道のルートに近い。この区間には国際興業によりバス路線が運行されている。

## ギャラリー

### 旧駅舎・仮設駅舎の様子

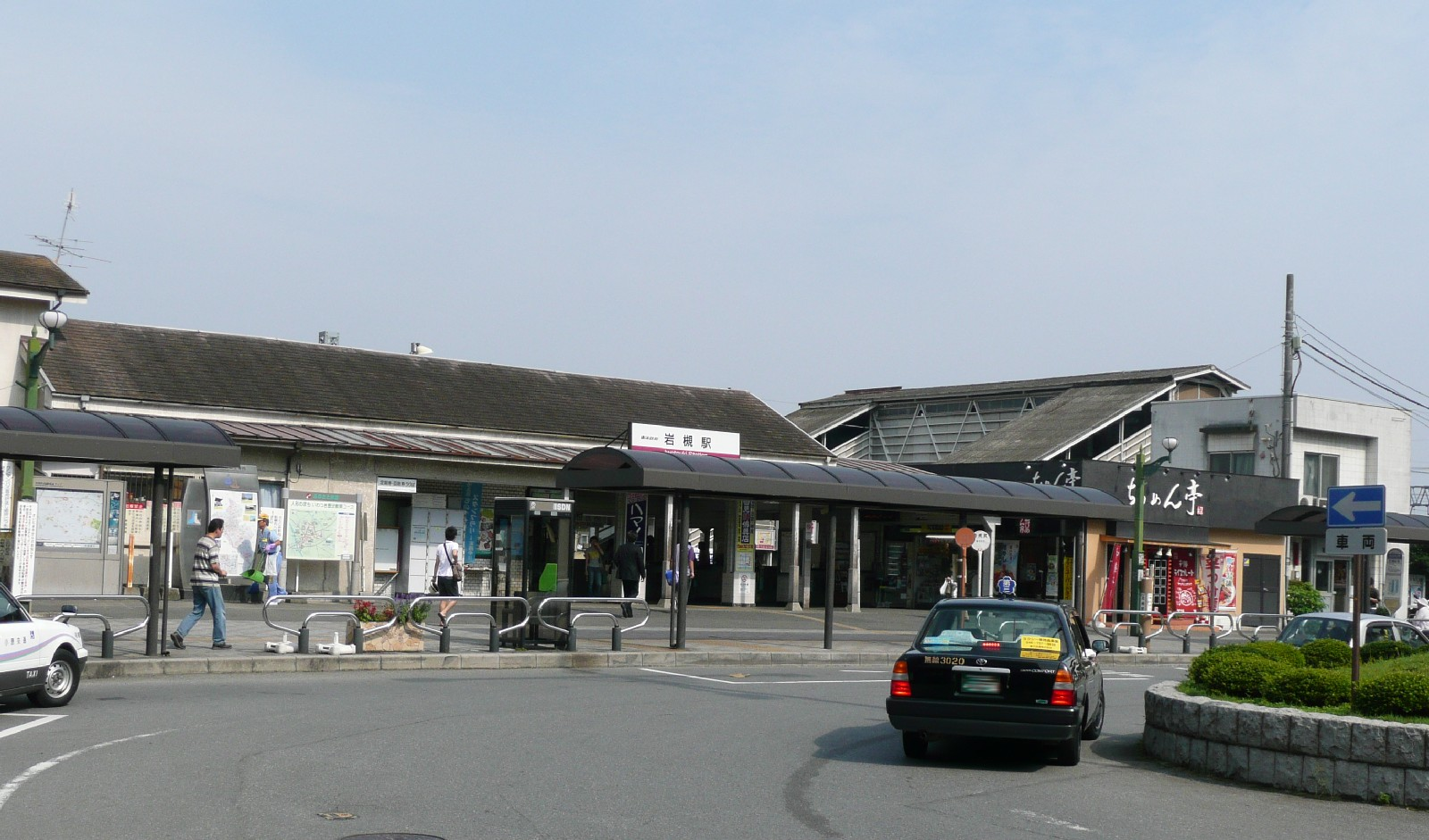
旧駅舎（2008年9月）
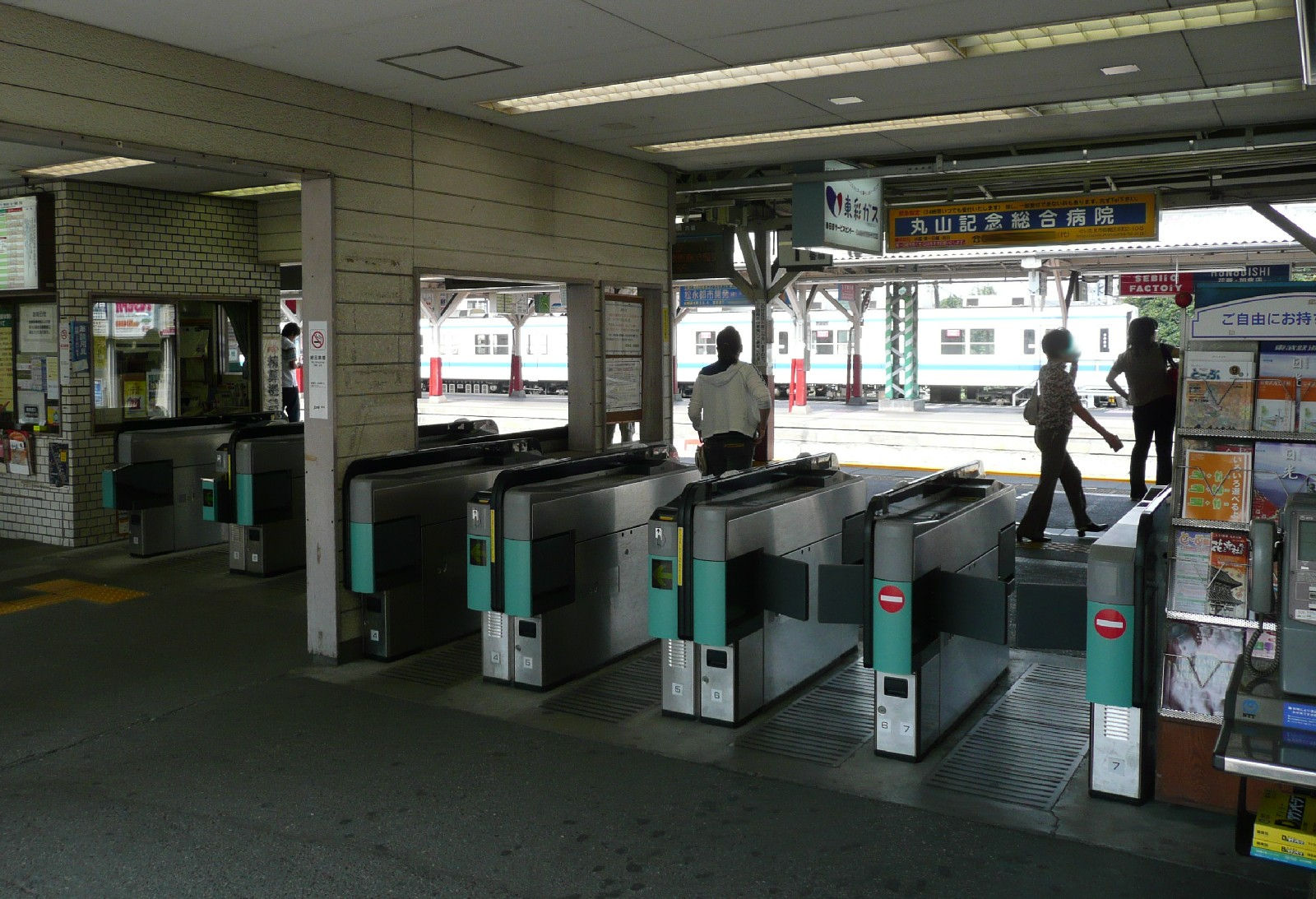
旧改札口（2008年9月）
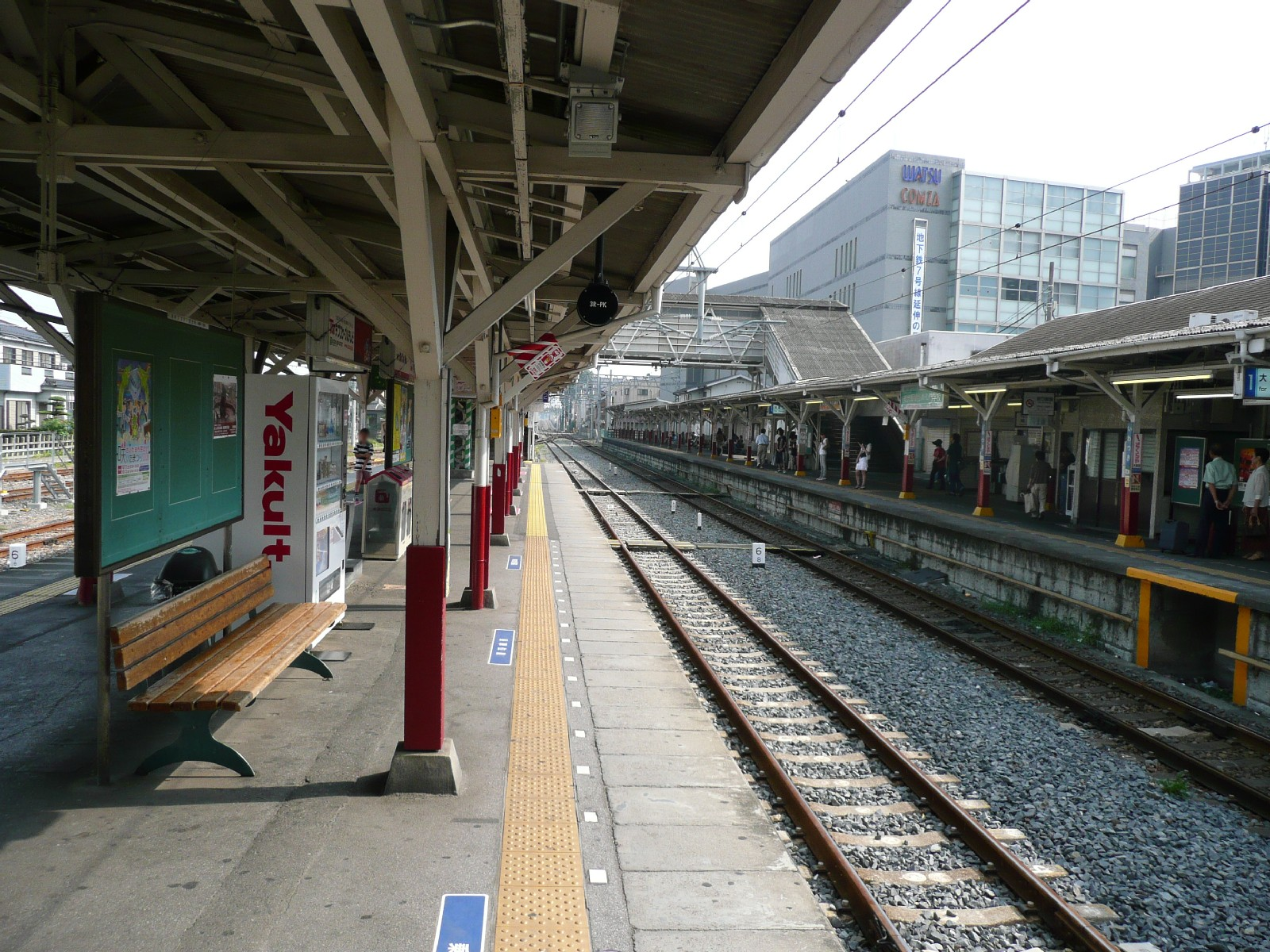
旧ホーム  電留線が3線あった （2008年9月）
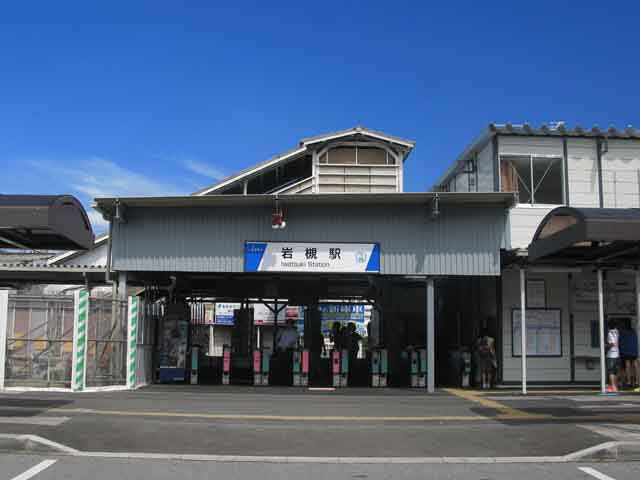
仮設駅舎
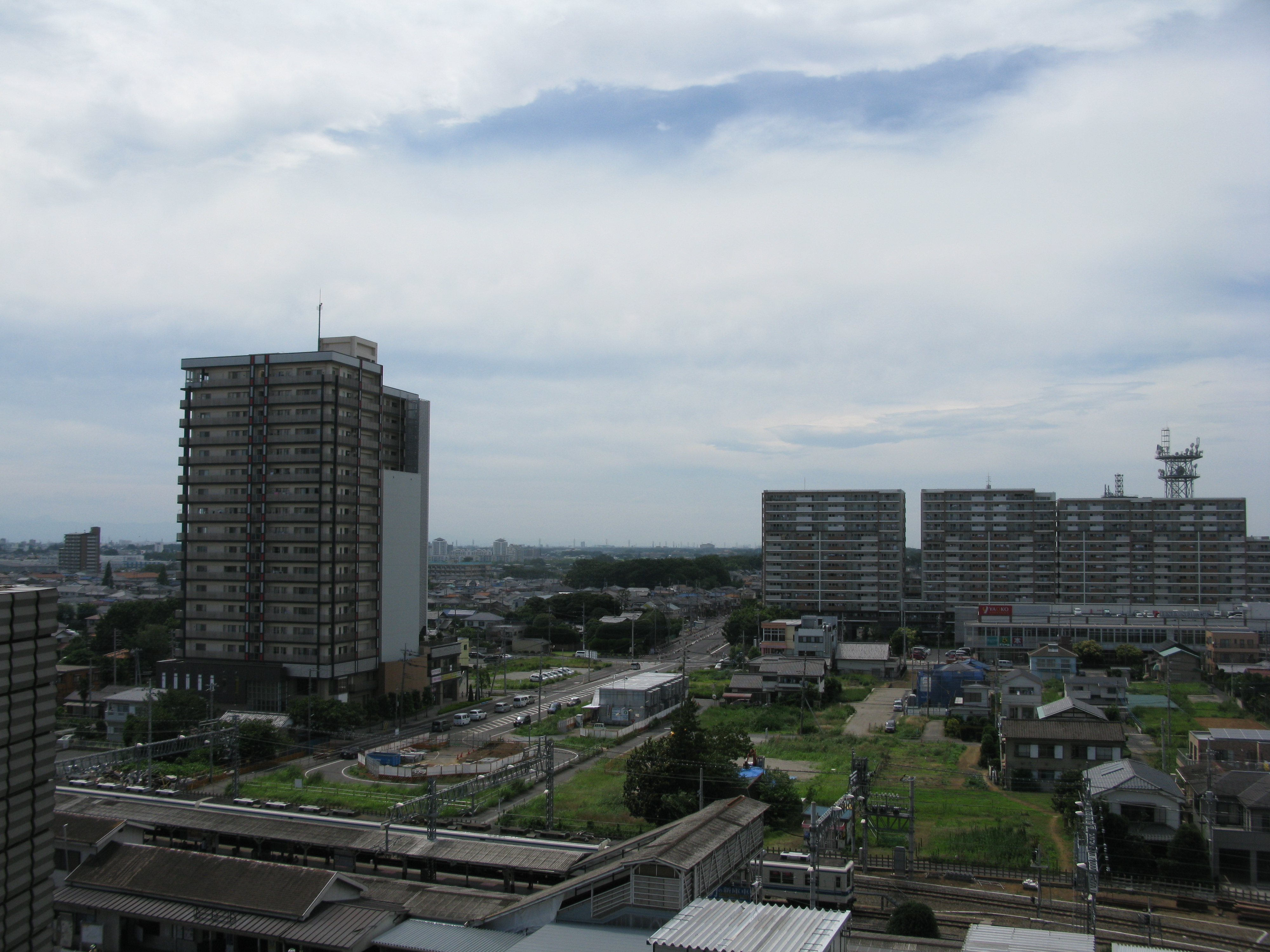
開設前の西口（2013年7月）

## 隣の駅
東武鉄道
 東武アーバンパークライン
■急行・■区間急行
大宮駅 (TD 01) - 岩槻駅 (TD 06) - 春日部駅 (TD 10)
■普通
七里駅 (TD 05) - 岩槻駅 (TD 06) - 東岩槻駅 (TD 07)